# Andrew Divoff
Andrew Daniel Divoff (San Tomé, 2 luglio 1955) è un attore venezuelano con cittadinanza russa naturalizzato statunitense.

## Biografia
Figlio di madre venezuelana e padre russo, Divoff inizia una lunga gavetta televisiva a partire dalla metà degli anni ottanta, partecipando come guest star a noti telefilm come A-Team e MacGyver. Nel 1990 recita in Caccia a Ottobre Rosso, in seguito interpreta il cattivo del film Ancora 48 ore, con Eddie Murphy e Nick Nolte.  Nel corso degli anni si costruisce una solida carriera tra cinema e televisione, dove dà vita spesso a personaggi malvagi di origini russe o latine coinvolti in atti di terrorismo o traffici di droga. Uno dei suoi ruoli più noti è quello di "Djinn", alias Nathaniel Demerest, nel film horror Wishmaster - Il signore dei desideri. Altri suoi ruoli celebri sono quello di "Mefistofele" nel film Faust (tratto dall'omonima serie a fumetti) e soprattutto quello di Mikhail Bakunin nella serie televisiva Lost, interpretato tra il 2006 e il 2007 e anche nel 2010. Mikhail Bakunin è un russo appartenente agli Altri, che abita nella stazione Fiamma del Progetto DHARMA. Nel 2008 veste i panni di un soldato russo nel film di Steven Spielberg Indiana Jones e il regno del teschio di cristallo.

## Vita privata
È sposato con l'attrice russa Raissa Danilova. Divoff scrive e parla 9 lingue: inglese, russo, spagnolo,  italiano, francese, tedesco, catalano, portoghese e svedese. Una volta parlava anche il rumeno ma l'ha dimenticato in quanto non ha avuto nessuno con cui parlarlo per molto tempo.

## Filmografia

### Cinema
- Il mio amico Mac (Mac and Me), regia di Stewart Raffill (1988)
- Caccia a Ottobre Rosso  (The Hunt for Red October), regia di John McTiernan (1990)
- Ancora 48 ore (Another 48 Hrs.), regia di Walter Hill (1990)
- La creatura del cimitero (Graveyard Shift), regia di Ralph S. Singleton (1990)
- Toy Soldiers - Scuola di eroi (Toy Soldiers), regia di Daniel Petrie Jr. (1991)
- KGB ultimo atto (Back in the U.S.S.R.), regia di Deran Sarafian (1992)
- Agguato nei cieli (Interceptor), regia di Michael Cohn (1992)
- Running Cool, regia di Ferd Sebastian (1993)
- Squadra investigativa speciale S.I.S. giustizia sommaria (Extreme Justice), regia di Mark L. Lester (1993)
- Detective Shame: indagine ad alto rischio (A Low Down Dirty Shame), regia di Keenen Ivory Wayans (1994)
- The Stranger, regia di Fritz Kiersch (1995)
- Il West del futuro (Oblivion 2: Backlash), regia di Sam Irvin (1996)
- Adrenalina (Adrenalin: Fear the Rush), regia di Albert Pyun (1996)
- Blast, regia di Albert Pyun (1997)
- Air Force One, regia di Wolfgang Petersen (1997)
- Wishmaster - Il signore dei desideri (Wishmaster), regia di Robert Kurtzman (1997)
- Wishmaster 2 - Il male non muore mai (Wishmaster 2: Evil Never Dies), regia di Jack Sholder (1999)
- Faust (Faust: Love of the Damned), regia di Brian Yuzna (2001)
- Strike Force (The Librarians), regia di Mike Kirton (2003)
- Forbidden Warrior, regia di Jimmy Nickerson (2004)
- American Dreamz, regia di Paul Weitz (2006)
- Indiana Jones e il regno del teschio di cristallo (Indiana Jones and the Kingdom of the Crystal Skull), regia di Steven Spielberg (2008)
- Giustizieri da strapazzo - Bad Asses (Bad Asses), regia di Craig Moss (2014)

### Televisione
- Misfits  (Misfits of Science) – serie TV, episodio 1x11 (1986)
- Ai confini della realtà (The Twilight Zone) – serie TV, episodio 1x21 (1986)
- A-Team (The A-Team) – serie TV, episodi 5x01-5x03 (1986)
- Top secret (Scarecrow and Mrs. King) – serie TV, episodi 3x18-4x15-4x22 (1986-1997)
- MacGyver – serie TV, episodio 2x13 (1987)
- Matlock – serie TV, episodio 1x23 (1987)
- In famiglia e con gli amici (Thirtysomething) – serie TV, episodio 2x07 (1989)
- Highlander (Highlander: The Series) – serie TV, episodi 1x06-5x09 (1992-1996)
- Le avventure di Brisco County Jr. (The Adventures of Brisco County, Jr.) – serie TV, episodio 1x07 (1993)
- Walker Texas Ranger – serie TV, episodi 4x02-6x19-9x05 (1995-2000)
- Tarzan - La grande avventura (Tarzan: The Epic Adventures) – serie TV, episodi 1x01-1x02 (1996)
- EZ Streets – serie TV, episodi 1x01-1x02-1x03 (1996-1997)
- Nash Bridges – serie TV, episodi 3x07-6x04 (1997-2000)
- Acapulco H.E.A.T. – serie TV, episodi 1x01-1x02 (1998)
- Più forte ragazzi (Martial Law) – serie TV, episodio 1x07 (1998)
- The Agency – serie TV, episodio 1x10 (2001)
- JAG - Avvocati in divisa (JAG) – serie TV, episodi 7x22-10x15 (2002-2005)
- Alias – serie TV, episodi 4x20-4x21 (2005)
- Lost – serie TV, 8 episodi (2006-2010)
- The Unit – serie TV, episodio 1x04 (2006)
- Burn Notice - Duro a morire (Burn Notice) – serie TV, episodio 2x04 (2008)
- Law & Order - Unità vittime speciali (Law & Order: Special Victims Unit) – serie TV, episodio 10x07 (2008)
- Leverage - Consulenze illegali (Leverage) – serie TV, episodio 1x07 (2008)
- CSI: Miami – serie TV, 4 episodi (2008-2009)
- Criminal Minds – serie TV, episodio 4x13 (2009)
- La strana coppia (The Good Guys) – serie TV, episodio 1x01 (2010)
- Nikita – serie TV, episodio 3x13 (2013)
- The Strain – serie TV, episodio 1x01 (2014)
- The Blacklist – serie TV, 6 episodi (2015-2016)
- Colony – serie TV, episodio 2x11 (2017)
- Perry Mason – serie TV, episodi 1x03-1x08 (2020)

## Doppiatori italiani
Nelle versioni in italiano delle opere in cui ha recitato, Andrew Divoff è stato doppiato da:
- Luca Biagini in Agguato nei cieli, Blast, Lost, CSI: Miami, Criminal Minds
- Alessandro Rossi in Toy Soldiers - Scuola di eroi
- Antonio Sanna in Detective Shame: indagine ad alto rischio
- Romano Malaspina in Tarzan - La grande avventura
- Gino La Monica in Faust
- Stefano Mondini in Burn Notice - Duro a morire
- Sergio Lucchetti in Alias
- Massimo Bitossi in Leverage - Consulenze illegali
- Roberto Draghetti in The Strain
- Alberto Angrisano in Colony
- Guido Di Naccio in Perry Mason

Da doppiatore è stato sostituito da:
- Alberto Olivero in Call of Duty: Black Ops
- Diego Sabre in Call of Duty: Black Ops II
- Oliviero Corbetta in Call of Duty: Black Ops - Cold War